# Linia kolejowa nr 983
Linia kolejowa nr 983 – pierwszorzędna, jednotorowa, zelektryfikowana linia kolejowa łącząca rozjazd 286 z rozjazdem 152 na stacji Jarocin. Linia obejmuje tor 25 na danej stacji.
Linia stanowi tor łączący między linią kolejową Oleśnica – Chojnice a linią kolejową Kluczbork – Poznań Główny i umożliwia przejazd pociągów z peronów 1. i 2. na stacji Jarocin w stronę Wrześni.